# قانون تابعیت کانادا
قانون تابعیت کانادا (انگلیسی: Canadian nationality law) شرایطی را که طبق آن یک فرد دارای تابعیت کانادا است، مشخص می‌کند. قانون اصلی تعیین‌کننده ضوابط تابعیت، قانون شهروندی است که در روز۱۵ فوریه ۱۹۷۷ اجرایی شد و بر تمام استان‌ها و قلمروهای کانادا حاکم است.
به غیر از چند مورد بسیار کم، کمابیش تمام افرادی که در کشور متولد شوند به‌طور خودکار در بدو تولد شهروند محسوب می‌شوند. اتباع خارجی ممکن است بعد از دست کم، سه سال زندگی در کانادا و در اختیار داشتن اقامت دائم و نشان دادن چیرگی خود بر زبان انگلیسی یا فرانسوی، ممکن است تابعیت را کسب کنند.

## تصاحب یا از دست دادن شهروندی
برخورداری بر اساس تولد، نژاد یا فرزند خواندگی
کمابیش تمام افرادی که در کانادا متولد می‌شوند، از جمله افرادی که در حریم هوایی، پهنه آبی داخلی و تحت قلمرو کانادا، و در کشتی‌ها و هواپیماهایی که تحت حاکمیت کانادا به ثبت رسیده‌اند به دنیا می‌آیند، بر اساس شرط تولد در کانادا، شهروندی را دریافت می‌کنند. تنها استثنا برای کودکانی است که دارای والدینی هستند که تبعه کشورهای دیگر بوده و دست‌کم یکی از والدین او در استخدام مراکز مرتبط با امور خارجی آن دولت، کارمند وزارت خارجه یا سازمانی هستند که مصونیت دیپلماتیک دارند و روش شرط تولد در کانادا برای دریافت شهروندی، در مورد این کودکان صدق نمی‌کند.